# モハマッド・ユスフ・カラ
ムハマッド・ユスフ・カラ (Muhammad Jusuf Kalla, 1942年5月15日 - ) は、インドネシアの政治家、実業家である。
インドネシアの第10代副大統領(在任:2004年 - 2009年)および第12代副大統領(在任:2014年 - 2019年)。第10代副大統領在任期間とほぼ同時期にゴルカル党首も務めた。2009年、副大統領の任期満了を前に、2009年の正副大統領選挙には大統領候補として出馬。大統領選第1回投票で3位に終わったため落選したが、2014年の大統領選挙で再び副大統領に当選した。

## 青少年期
1942年5月15日、南スラウェシのワタンポネに生まれる。父親は地元実業家のハジ・カラ。母親は生計のために伝統のブギス族の絹織物を販売していた。カラは17人の子供のうち、2番目に生まれた子供だった。
マカッサルのハサヌディン大学在学中は、インドネシア学生行動戦線 (KAMI) の活発なメンバーとして過ごす。KAMI は、スカルノを追い落として大統領就任を狙うスハルト将軍を支持する学生団体で、カラはその南スラウェシ支部の支部長に選出された。もう1つ、彼が政治家として出発するきっかけとなるのは、地方議会 (DPRD) の議員になり、ゴルカルの青年部部長に就任したことである。

## 実業家としての経歴
1967年、カラはハサヌディン大学経済学部を卒業した。しかし、当時のインドネシア経済はなおも疲弊した状況で、父のハジ・カラは家族経営の会社、NV Hadji Kalla を廃業するかどうか、真剣に考えているところだった。 そこでカラはビジネスの世界に入ることを決心。1968年、政治活動を封印し、NV Hadji Kalla のCEOとなった。父は会長職に退いた。最初の頃は、1人しか従業員を雇っていないほど、カラは厳しい経営を強いられた。母親は息子を助けるために、絹織物の売買とバス3台しかない小さな運輸会社の経営に精を出していた。
しかし、会社の業績は好転した。カラの経営手腕の下で、NV Hadji Kalla は輸出入業から事業を拡大し、ホテル業、建設業、自動車ディーラー、橋梁、海運業、不動産、運輸業、エビ養殖、パーム油、通信事業にまで手を広げた。さらにカラは NV Hadji Kalla 傘下の子会社を設立し、自らその CEO になった。1977年にはパリ南方のフォンテーヌブローにキャンパスのある国際ビジネススクール、INSEAD を修了している。

## その他の団体での活動
ビジネス面での経歴とは別に、カラは様々な団体で活動した。1979年から1989年までインドネシア経済学部同窓生連盟 (Ikatan Sarjana Ekonomi Indonesia、略称 ISEI) のウジュンパンダン支部長を務め、現在も ISEI の相談役的な役割を続けている。
インドネシア商工会議所 (Kamar Dagang dan Industri、略称 KADIN) の活動にも広く関わっており、1985年から1998年まではその南スラウェシ支部長を務め、一時期は東インドネシア各支部の調整役も務めた。
マカッサル大学の評議委員会にも名を連ねている。また、社会貢献活動として、アル・マルカズ・モスク (Al Markaz Mosque) を建設し、地元のイスラーム・センターの代表も務めている。

## 政治家としての経歴

### 最高国民協議会の地域代表議員
1987年、南スラウェシ地域代表として最高国民協議会 (MPR) 議員に指名されたことで、カラは政治の世界に復帰することになった。1992年、1997年、1999年にも MPR 議員の指名を受けた。

### ワヒド大統領とメガワティ大統領
1999年の MPR でアブドゥルラフマン・ワヒドが大統領に選出されると、カラは通商産業大臣として入閣した。しかし、2000年4月、在任期間わずか6ヶ月で、国営企業担当国務大臣ラクサマナ・スカルディ（闘争民主党）とともに解任された。 2人に汚職の疑いがあったからだというが、ワヒド大統領はその証拠を何も示さなかった。
もともと政権基盤の弱かったワヒド政権は、これでゴルカルと闘争民主党の支持を失った。2001年7月23日、大統領弾劾の審議を行う MPR 特別総会が開かれた。そこでワヒド大統領の更迭、メガワティ副大統領の新大統領就任が承認された。
カラはメガワティ政権の公共福祉担当調整大臣として入閣した。その大臣管掌事項ではなかったにもかかわらず、カラは生まれ故郷、スラウェシ島のポソ県で発生した宗教紛争の解決に奔走した。カラはムスリムとキリスト教徒の代表者を交えて交渉プロセスを押し進めた。そして2001年12月20日、マリノ宣言署名にこぎ着け、三年に及ぶ宗教紛争に終止符を打った。その2ヶ月後、スラウェシのもう1つの紛争を解決するのにも尽力。さらにアンボン、モルッカでの似たような宗教紛争についても、政治治安担当調整大臣スシロ・バンバン・ユドヨノと共に、2002年2月12日、第2次マリノ宣言に何とかこぎ着けることによって、解決に導いた。

### 副大統領への道
スラウェシでの和平プロセスに尽力したことで評判を得たカラは、2004年の正副大統領選に出馬するかどうかを思案した。
そして、2003年8月、彼は大統領選出馬の意向を明らかにした。翌2004年に予定されていたゴルカル党大会で大統領候補に名乗りを上げ、党の候補者指名選挙に臨むつもりだった。しかし数ヶ月もすると、カラは副大統領候補として相応しいのではないかと考えられるようになった。大統領候補がジャワ人の場合、そのパートナーとなる副大統領として期待されるのは、非ジャワ島出身者である。カラのスラウェシ島出身というバックグラウンドは、非ジャワ島の票を集める上で有効な武器になると考えられたのである。
ゴルカル全国党大会の開催直前になって、カラは大統領選から撤退する決心をした。そして民主党 (PD) のユドヨノの呼びかけに応じて、二人三脚で正副大統領選を戦うことにした。一方、ゴルカルの大統領候補は、候補者指名選挙で党首アクバル・タンジュンを破ったウィラント（元国軍司令官、退役陸軍大将）に決まり、ウィラントはペアを組む副大統領候補として、ナフダトゥル・ウラマー (NU) の副議長サラフディン・ワヒドを選んだ。これによってゴルカルの票は割れることになったが、ユドヨノ、カラという正副大統領候補の組み合わせには、月星党 (PBB)、インドネシア正義団結党 (PKPI) 、改革の星党 (PBR) が支持を表明した。
2004年7月5日、正副大統領選が行われた。第1回投票でユドヨノとカラは33％の得票率を得て第1位になったが、当選に必要な過半数に届かなかったため、 メガワティ陣営（副大統領候補はハシム・ムザディ NU 議長）との決選投票に臨むことになった。
決選投票に向けて、メガワティ陣営が自らのインドネシア闘争民主党 (PDI-P) と、ゴルカル、開発統一党 (PPP)、福祉平和党 (PDS)、マルハエニズム・インドネシア国民党 (PNI Marhaenisme) からなる政党連合を結成したことによって、ユドヨノ・カラ陣営は重大な挑戦を受けることになった。ユドヨノはその他の諸政党からの支持集めと票固めに奔走し、カラはゴルカルに支持を求めに走った。そして、ゴルカル内の親カラ派であるファフミ・イドリス（ハビビ内閣の労働大臣）率いる一派が、党路線を無視し、ユドヨノとカラを支持すると表明した。
2004年9月20日、決選投票の結果、ユドヨノとカラは得票率60.87%を獲得し、正副大統領に選出された。

### 副大統領

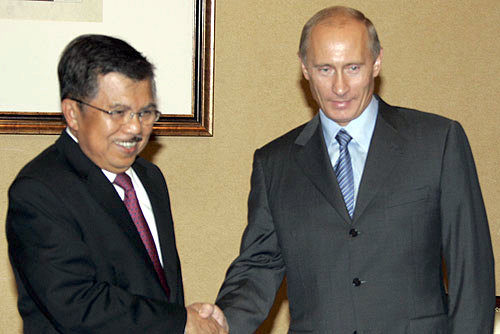
ロシア首相ウラジーミル・プーチンとユスフ・カラ

大統領選に勝利したユドヨノだったが、それでも国会 (DPR) での支持基盤は弱く、ユドヨノの民主党は連立を組む全ての政党を寄せ集めても、野党となるゴルカルと闘争民主党に太刀打ちできそうにはなかった。DPR 内では両党が多数議席をもって野党の役割を果たす気でいた。
2004年12月の DPR 開幕を控えて、ユドヨノとカラは DPR 議長のアグン・ラクソノをゴルカル党首の座に着けようと支援していた。しかし、現党首アクバル・タンジュンに対抗するにはアグンでは弱すぎると分かると、ユドヨノとカラはスルヤ・パロ支持に軸足を移した。それでも結局は、パロですらアクバルに太刀打ちできないことが分かると、ユドヨノはカラにゴルカル党首選に出馬するよう、ゴーサインを出した。そして、2004年12月19日、カラはアクバルを破り、ゴルカル党首に選ばれた。
カラのゴルカル党首就任はユドヨノにあるジレンマをもたらした。ゴルカルを味方につけることによって、ユドヨノは DPR 内の支持基盤を固め、法案を通過させることができるようになった。しかし、カラが新しい地位に就いたことは、ある意味で、彼がユドヨノより強い立場を手に入れたことを意味していた。
両者の対抗関係を示す第1の兆候が見られたのは、インド洋津波災害時、カラが自ら進んで閣僚を招集し、アチェ復興支援事業の開始を命じる副大統領令にサインした時である。その副大統領令の法的正当性には疑問符が付けられた。これに対してユドヨノは、カラに事業を進めるように命令を下したのは自分であると主張した。
第2の兆候は、2005年9月、ユドヨノが国連年次総会出席のためニューヨークに向かった時に現れた。ユドヨノはカラをジャカルタに残して政府業務を任せたが、本国での諸問題には監視を怠らない、と決意しているかのようだった。ユドヨノはニューヨークからビデオ会議を開いて、本国の閣僚から報告を受けるつもりだった。それはユドヨノの不信感を表しているのだ、と批評家筋は推察した。カラはビデオ会議には1回しか姿を見せず、残りの時間をゴルカルの党務に費やしていた。両者の関係はますます憶測を呼んだ。
やがて事態は落ち着いたが（特に内閣改造でゴルカルが閣僚ポストを増やしたことで）、2006年10月にユドヨノが改革プログラム管理作業委員会 (UKP3R) を設立すると、両者の対抗関係を巡る噂が再び表面化してきた。UKP3R 設立によってユドヨノがカラを政府から罷免しようと企んでいるのだ、との声が上がった。ユドヨノはすぐに、UKP3R を監督するにあたってはカラの助けを借りるつもりだ、と釈明した。

### 大統領選への出馬
カラは2009年の大統領選挙に向けて、ウィラントを副大統領候補としてペアを組み、大統領に立候補した。しかし、第1回投票の得票率12.4％で第3位に終った。
正副大統領選を制したのは、現職のユドヨノ大統領（再選）と、副大統領候補として出馬したブディオノのコンビだった。

### 2度目の副大統領
2014年の大統領選挙においてゴルカルはプラボウォ・スビアント候補を推したが、カラは対立候補のジョコ・ウィドドジャカルタ特別州知事（闘争民主党）の副大統領候補として立候補し、ジョコと共に当選。2014年10月20日に大統領に就任したジョコと共に、カラも2度目の副大統領職に就任した。2019年10月20日にをもって退任。
2022年4月29日、日本国の春の叙勲により旭日大綬章を受章した。

## 家族
妻ムフィダ Mufidah との間に子供が5人 (Muchlisa, Muswira, Imelda, Solichin, Chaerani)がいる。

## 発言の引用
- 外国人男性と一時的に人知れぬ関係を結ぶインドネシア人女性の振る舞いについて、「たとえ旅行者が彼女を残して去っていったとしても、離婚 (janda) によって慎ましい家庭がもたらされるのならば、それは OK だ。こうした関係の結果生まれてきた子供達は優良な遺伝子を持つだろう。そんな可愛い男の子や女の子の中から、テレビの男優女優がもっと出てくるんじゃないか」[19]。この発言はただのジョークだとして撤回された[20]。
- アダム航空574便墜落事故を「国際的な事案だ」と評した[21]。